# Devil's Crush
Devil's Crush (chamado de Devil Crash na Europa e Japão) é um videogame simulador de pinball lançado para o TurboGrafx-16. O jogo foi criado pela Techno Soft em 1990. É a sequência de Alien Crush (relançado para WiiWare no japão) e antecessor de Dragon's Revenge (Mega Drive/Genesis) e Jaki Crush (Super Nintendo).
O game apresenta mesas de pinball com estilo monstruoso. Demônios, esqueletos e outros inimigos passeiam pela tela, e você pode acertá-los com a bola para ganhar pontos.
Diferente de outros jogos do estilo, Devil's Crush tem um final definido, quando o jogador passa por todas as mesas de bônus e "liberta" a donzela presa no centro da mesa principal.(a versão de PC Engine de Devil's Crush só termina quando o jogador "parava" o placar, enchendo o mostrador de pontos com o número "9")